# 安东·尼科洛夫
安东·尼科洛夫（1951年6月15日—），保加利亚男子举重运动员。他曾代表保加利亚参加1972年夏季奥林匹克运动会举重比赛，获得男子90公斤级金牌。